# Petschenbach
Der Petschenbach ist ein 1,3 Kilometer langer Bach im Gebiet der Marktgemeinde Gratkorn im Bezirk Graz-Umgebung in der Steiermark. Er entspringt im östlichen Grazer Bergland und mündet von links kommend in den Rötschbach.

## Verlauf
Der Petschenbach entsteht in einem Waldgebiet im Höhenzug, der sich zwischen dem Koinerberg im Nordosten und der Ferstlhöhe im Südosten erstreckt, südöstlich der Rotte Unterfriesach und etwa 180 Meter nordwestlich des Bauernhofs vulgo Petschenbauer auf etwa 485 m ü. A.
Der Bach fließt anfangs relativ gerade nach Nordwesten, ehe er nach rund 560 Metern einen Fischteich speist und auf einen relativ geraden Westnordwestkurs schwenkt. Diesem Verlauf folgt er für rund 170 Meter, wobei er kurz nach dem Fischteich den Wald verlässt und einen Feldweg quert. Direkt nach der Querung des Weges biegt er nach Westsüdwesten ab und fließt so relativ gerade für etwa 55 Meter am Waldrand entlang, bevor er nach Nordwesten abbiegt. Auf diesem Nordwestkurs bleibt der Petschenbach auch bis zu seiner Mündung. Der Bach fließt in seinem Oberlauf durch einen Graben, der im Nordosten vom Koinerberg und im Südosten von Ausläufern der Ferstlhöhe gebildet wird.
Nach gut 1,3 Kilometer langem Lauf mündet der Bach mit einem mittleren Sohlgefälle von rund 60 ‰ etwa 79 Höhenmeter unterhalb seines Ursprungs, etwa 30 Meter südöstlich der Semriacherstraße (Landesstraße L 318) im Südosten der Rotte Unterfriesach, in den Rötschbach.
Auf seinem Lauf nimmt der Petschenbach keine anderen Wasserläufe auf.